# Weltgewichtheber des Jahres
Die Auszeichnung Weltgewichtheber des Jahres wird seit dem Jahr 1982 von der International Weightlifting Federation (IWF), dem Weltverband der Gewichtheber verliehen. Folgende Tabelle bietet eine Übersicht über alle bisher ausgezeichneten Gewichtheber in chronologischer Reihenfolge:

## Liste der Preisträger
| Jahr der Auszeichnung | Männer                               | Männer              | Frauen                           | Frauen              |
| Jahr der Auszeichnung | Preisträger                          | Nationalität        | Preisträgerin                    | Nationalität        |
| --------------------- | ------------------------------------ | ------------------- | -------------------------------- | ------------------- |
| 1982                  | Blagoj Blagoew                       | Bulgarien           |                                  |                     |
| 1983                  | Blagoj Blagoew (2)                   | Bulgarien           |                                  |                     |
| 1984                  | Naim Süleymanoğlu                    | Bulgarien           |                                  |                     |
| 1985                  | Naim Süleymanoğlu (2)                | Bulgarien           |                                  |                     |
| 1986                  | Naim Süleymanoğlu (3)                | Bulgarien           |                                  |                     |
| 1987                  | Michail Petrow                       | Bulgarien           |                                  |                     |
| 1988                  | Naim Süleymanoğlu (4)                | Türkei              |                                  |                     |
| 1989                  | Iwan Iwanow                          | Bulgarien           |                                  |                     |
| 1990                  | Iwan Iwanow (2)                      | Bulgarien           |                                  |                     |
| 1991                  | Chun Byung-kwan                      | Südkorea            | Sun Caiyan                       | Volksrepublik China |
| 1992                  | Naim Süleymanoğlu (5)                | Türkei              | Peng Liping                      | Volksrepublik China |
| 1993                  | Nikolaj Pešalov                      | Bulgarien           | Chen Shu-chih                    | Chinesisch Taipeh   |
| 1994                  | Alexei Alexandrowitsch Petrow        | Russland            | Guan Hong                        | Volksrepublik China |
| 1995                  | Pyrros Dimas                         | Griechenland        | Chen Shu-chih (2)                | Chinesisch Taipeh   |
| 1996                  | Naim Süleymanoğlu (6)                | Türkei              | Li Hongyun                       | Volksrepublik China |
| 1997                  | Andrei Iwanowitsch Tschemerkin       | Russland            | Tang Weifang                     | Volksrepublik China |
| 1998                  | Plamen Scheljaskow                   | Bulgarien           | Tang Weifang (2)                 | Volksrepublik China |
| 1999                  | Halil Mutlu                          | Türkei              | Ding Meiyuan                     | Volksrepublik China |
| 2000                  | Hossein Rezazadeh                    | Iran                | Ding Meiyuan (2)                 | Volksrepublik China |
| 2001                  | Halil Mutlu (2)                      | Türkei              | Walentina Wadimowna Popowa       | Russland            |
| 2002                  | Hossein Rezazadeh (2)                | Iran                | Wang Mingjuan                    | Volksrepublik China |
| 2003                  | Hossein Rezazadeh (3)                | Iran                | Liu Chunhong                     | Volksrepublik China |
| 2004                  | Hossein Rezazadeh (4)                | Iran                | Liu Chunhong (2)                 | Volksrepublik China |
| 2005                  | Ilja Iljin                           | Kasachstan          | Pawina Thongsuk                  | Thailand            |
| 2006                  | Ilja Iljin (2)                       | Kasachstan          | Chen Yanqing                     | Volksrepublik China |
| 2007                  | Andrej Rybakou                       | Belarus             | Jang Mi-ran                      | Südkorea            |
| 2008                  | Matthias Steiner                     | Deutschland         | Liu Chunhong (3)                 | Volksrepublik China |
| 2009                  | Lü Xiaojun                           | Volksrepublik China | Jang Mi-ran (2)                  | Südkorea            |
| 2010                  | Behdad Salimikordasiabi              | Iran                | Swetlana Podobedowa              | Kasachstan          |
| 2011                  | Chadschimurat Magomedowitsch Akkajew | Russland            | Swetlana Kaspolatowna Zarukajewa | Russland            |
| 2012                  | Behdad Salimikordasiabi (2)          | Iran                | Sülfija Tschinschanlo            | Kasachstan          |
| 2013                  | Ruslan Wladimirowitsch Albegow       | Russland            | Tatjana Jurjewna Kaschirina      | Russland            |
| 2014                  | Ilja Iljin (3)                       | Kasachstan          | Tatjana Jurjewna Kaschirina (2)  | Russland            |
| 2015                  | Ilja Iljin (4)                       | Kasachstan          | Hsu Shu-ching                    | Chinesisch Taipeh   |
| 2016                  | Kianoush Rostami                     | Iran                | Sopita Tanasan                   | Thailand            |
| 2017                  | Lascha Talachadse                    | Georgien            | Lidia Valentín                   | Spanien             |
| 2018                  | Lascha Talachadse (2)                | Georgien            | Lidia Valentín (2)               | Spanien             |
| 2019                  | Lascha Talachadse (3)                | Georgien            | Katherine Elizabeth Nye          | Vereinigte Staaten  |